# Patent Protestancki

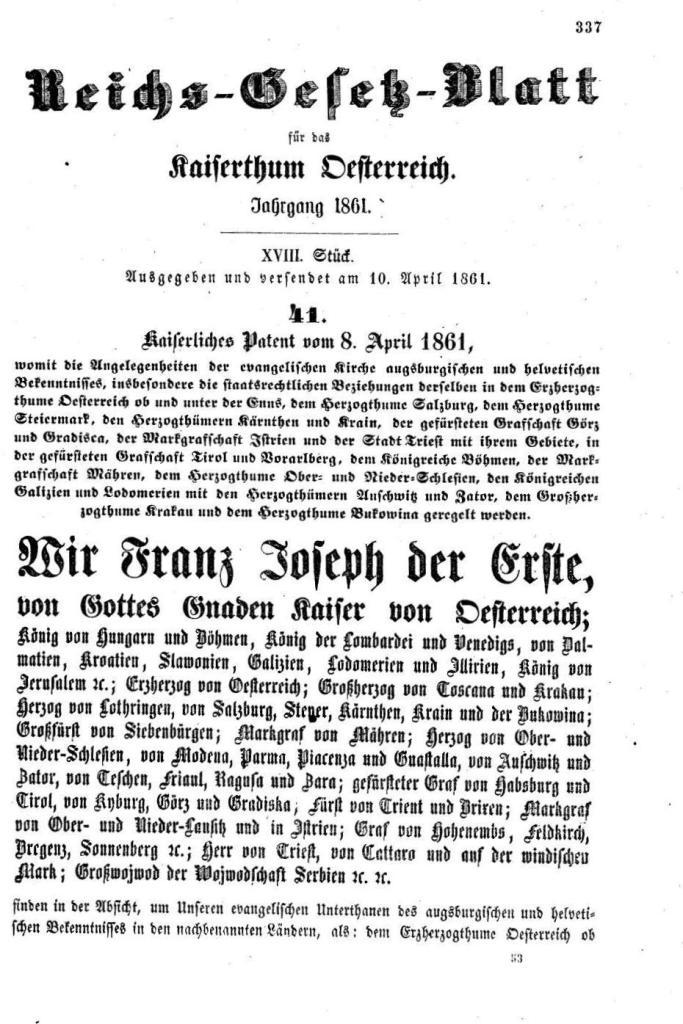
Patent Protestancki – strona tytułowa

Patent Protestancki (niem. Protestantenpatent) – dokument wydany przez cesarza Austrii Franciszka Józefa 8 kwietnia 1861. Ustanawiał nowe podstawy prawne funkcjonowania Kościoła ewangelickiego w Cesarstwie Austrii, zrównując jego prawa z Kościołem katolickim.

## Historia
Dotychczas Kościołem panującym w monarchii Habsburgów był Kościół katolicki. W okresie józefinizmu nastąpiło częściowe równouprawnienie protestantów poprzez wydanie w 1781 Patentu tolerancyjnego, jak również oficjalnie zaczął funkcjonować Kościół ewangelicki w Cesarstwie. Kolejna fala zmian nastąpiła wraz z Wiosną Ludów w 1848. 3 do 11 sierpnia 1848 obradowała w Wiedniu komisja omawiająca położenie ewangelików w Cesarstwie. 26 grudnia 1848 nowy cesarz Franciszek Józef I wydał tymczasowe postanowienie, które zniosło część ograniczeń nałożonych na ewangelików. Przykładowo, ewangelickie metryki kościelne nabrały prawomocności, a tym samym urząd parafialny je wystawiający nabrał prawnego znaczenia wobec państwa. Drugim, ważniejszym rozporządzeniem był Patent Konstytucyjny z 4 marca 1849, który mieszkańcom państwa przyznawał zupełną wolność wyznania, które nie miało odtąd wpływu na przystęp do praw obywatelskich i politycznych. Każdy Kościół zyskał prawo publicznego nabożeństwa i do własnego samorządu, a więc przykładowo można było odtąd dobudowywać wieże do dotychczas stojących domów modlitwy. Na mocy tego patentu i rozporządzenia ministerialnego z 27 czerwca 1849, w dniu 18 sierpnia zwołano do Wiednia superintendentów z doradcami, w celu zorganizowania Kościoła ewangelickiego i ustawy kościelnej. Po przedłożeniu jej projektu w parlamencie nie została ona uprawomocniona zanim Patent Konstytucyjny z 4 marca 1849 został zniesiony 31 grudnia 1851. Jednocześnie cesarz zapewnił, że prawo do publicznych nabożeństw nie zostanie ewangelikom odebrane, po czym wydawał wobec nich pojedyncze drobne postanowienia. 11 maja 1860 zapowiedziano, że protestantom na cele i zakłady kościelne udzielać się będzie zapomogi z funduszu państwowego.
Powyższe postanowienia wznowione lub podtrzymane zostały w Patencie Protestanckim ogłoszonym w Dzienniku Ustaw Państwowych 8 kwietnia 1861 roku. 9 kwietnia wydano drugi patent – tymczasową ewangelicką ustawę kościelną mówiącą o gminach zborowych, sposobie ich łączenia w gminy senioralne i superintendentalne i o zastępstwie tychże w Synodzie Generalnym, jak również o innych kwestiach organizacyjnych. Powoływał również najwyższy urząd kościelny dla obu wyznań zastępujący dotychczasowe osobne konsystorze: Naczelną Cesarsko-Królewską Radę Kościelną (niem. Oberkirchenrat) w Wiedniu, działającą przy C. K. Ministerstwie Wyznań i Oświaty. Ostateczny kształt ustawy kościelnej miały nadać kolejne Synody. Pierwszy Synod Generalny zwołano 22 maja 1864. Do 9 lipca odbyły się w sumie 32 posiedzenia, na których obradowali – częściowo wspólnie – ewangelicy luterańscy i helweccy. Obrady zaowocowały ustawą kościelną przedłożoną parlamentowi do uchwalenia. Parlament po licznych zmianach nadał jej sankcję cesarską 6 stycznia 1866.